# Dermolecanium migrans
Dermolecanium migrans är en insektsart som beskrevs av Zavattari in Casazza 1928. Dermolecanium migrans ingår i släktet Dermolecanium och familjen skålsköldlöss.
Artens utbredningsområde är Italien. Inga underarter finns listade i Catalogue of Life.